# Бели лавови
Бели лавови је српски филм из 2011. године. Режирао га је Лазар Ристовски, који је написао и сценарио према причи Гордана Михића.
Премијерно је приказан 27. априла 2011. године у београдском Сава центру. На телевизији је први пут приказан на Првој.

## Радња
Притиснут сновима о бољем и праведнијем животу. Изазван причама студената, ђака, радника, сељак и поштене интелигенције, који се тешко сналазе у временима транзиције, те неприродне еволуције друштва, па још на српски начин, главни јунак приче Диле, коме је фабрика отишла под стечај, одлучује да узме ствар у своје руке.
Радници који шест година не примају плату легли су на прилазни пут испред своје фабрике. Диле (Лазар Ристовски) је незапослени фабрички радник и вођа синдиката. Диле држи ватрени револуционарни говор и позива људе на револуцију.
"Србија је уморна од лоших вести и нешто мора да се мења. Ми одавно живимо у капитализму, само народ још није о томе обавештен. Зато је април време кад ћемо почети да сводимо рачуне. Као што су бели лавови угрожене животињска врста, тако смо и ми угрожена људска врста."
Његов син Груја (Гордан Кичић), десет година незапослени редитељ, игра стриптиз и снима свадбе и сахране како би преживео и уштедео довољно новца да сними свој први играни филм. Бела, незапослена оперска певачица и Грујина девојка, покушава да заради певајући оперске арије по кућама. Филм говори о пропалим фабрикама и радницима које више нема ко да поведе у неки бољи и праведнији живот.
На крају филма, Диле пева реп песму о ”револуцији”. Један од транспарената затвара ту сцену и сам филм.
У ОВОМ ЖИВОТУ СМО БИЛИ СРЕЋНИ, У НЕКОМ ДРУГОМ ЋЕМО БИТИ БОГАТИ!

## Улоге
| Глумац                 | Улога                      |
| ---------------------- | -------------------------- |
| Лазар Ристовски        | Диле                       |
| Гордан Кичић           | Груја                      |
| Христина Поповић       | Бела                       |
| Вук Костић             | Амонијак                   |
| Зорица Јовановић       | Савка                      |
| Мира Бањац             | Бакица                     |
| Никола Симић           | Декица                     |
| Ђорђе Ерчевић          | Полицајац 1                |
| Александар Филимоновић | Џокси                      |
| Милица Гутовић         | Црнка 1                    |
| Лука Јовановић         | Харалампије                |
| Моника Киш             | Девојка са великим грудима |
| Весна Пасторовић       | Црнка 2                    |
| Милан Томић            | Портир                     |
| Власта Велисављевић    | Деда из зграде             |
| Јован Ристовски        | Радник у фабрици           |

## Музика
Музику за филм је написао Томо Бабовић, а посебно се издваја песма "Раднички реп" која је постала хит на јутјубу. Песму је у филму отпевао Лазар Ристовски, коме је при извођењу ове реп нумере помогао српски репер Гру.

## Критике
Ђорђе Бајић:
Друга режија Лазара Ристовског је блеферски пуцањ у празно, неуспешни арт-хаус који покушава да се додвори уз помоћ уобичајених мамаца за домаћу публику... Бели лавови су замишљени као алегорична прича о проблемима радничке класе, али ту нема ни трунке искрености. Социјални коментар не функционише, а кокетирање са комедијом још мање. Ристовски жели да се представи као „човек из народа“ и постави се на чело револуције, али му то не полази за руком... Без обзира што је Ристовски пре почетка снимања поручио да ће филм бити снимљен по једном од најбољих сценарија Гордана Михића, уследила су прекрајања која су резултирала да се искусни сценариста готово у потпуности повуче из пројекта. На крају је као сценариста потписан Ристовски, док је Михић наведен као аутор приче по којој је настао филм... Једини разлог због кога би овај филм ваљало евентуално погледати јесу груди Монике Киш.
Слободан Вујановић:
... Када Диле у камеру каже да је он Лазар Ристовски, тог тренутка он, шта год ми мислили о њему, преузима одговорност да се не крије иза свог филма. Већ стаје испред њега.
Зоран Јанковић: 
Лазар Ристовски је био тумач главне улоге у тематски сродном, а далеко ефективнијем Жилниковом делу Тако се калио челик с краја осамдесетих. Ристовски у Белим Лавовима настоји да редефинише свој лик и основна збивања из тог Жилниковог рада, али све остаје на пуком покушају... Наиме, Бели лавови се тешко филмом могу и назвати, јер Ристовски се овде (не)свесно определио на драматуршки неоусредсређен импресионистички сценарио који је збир стилски непомирљивих „решења“, општих места, исхитрености, прволопташких досетки, прегласне, зихерашке и превише афектиране глуме и разних других несувислих неодмерености... Аутор Белих лавова заправо ствара љубавно писмо самоме себи, у крајњем збиру понудивши нимало привлачни самохвалоспев. Овој паради его-трипа и маније величине у којој се Ристовски (за туђе новце) потврђује као глумац (присутан у готово сваком кадру) продуцент и сценариста се доста тога могло опростити да је крајњи исход био иоле квалитетнији филм.